# Савченко Оксана Володимирівна
Оксана Володимирівна Савченко (10 жовтня, 1990 року, Петропавловськ-Камчатський) — російська спортсменка, триразова чемпіонка і рекордсменка Літніх Паралімпійських ігор 2008 року у плаванні на короткі дистанції, п'ятиразова чемпіонка і рекордсменка Літніх Паралімпійських ігор 2012 в Лондоні. Чемпіонка світу 2006 року, чемпіонка Європи 2007-2009, багаторазова чемпіонка та рекордсменка світу на короткій воді 2009 року, багаторазова чемпіонка Росії. Чотириразова чемпіонка Світу 2010 року, рекордсменка на дистанції 50 метрів вільний стиль. Семиразова чемпіонка і володарка двох срібних медалей всесвітніх ігор IBSA 2011 року (в рамках ігор проходив чемпіонат світу). Чотириразова чемпіонка Європи 2011 року (поліпшила свій же світовий рекорд на дистанції 100 метрів вільним стилем) Заслужений майстер спорту. Восьмиразова чемпіонка Паралімпійських ігор.

## Освіта
Закінчила механічний факультет Уфімського державного нафтового технічного університету, спеціальність пожежна безпека.
Закінчила факультет фізичної культури Башкирського державного педагогічного університету. 
У 2014 році вступила на заочне відділення Башкирської академії державної служби та управління при президентові РБ.

## Нагороди
- Орден Пошани (30 вересня 2009 року) — за великий внесок у розвиток фізичної культури і спорту, високі спортивні досягнення на XIII Паралімпійських іграх 2008 року в Пекіні[1].
- Орден Дружби (10 вересня 2012 року) — за великий внесок у розвиток фізичної культури і спорту, високі спортивні досягнення на XIV літніх Паралімпійських іграх 2012 року в місті Лондоні (Велика Британія)[2].
- Орден Салават Юлаєв.
- Орден Дружби народів
- Лауреат національної премії громадського визнання досягнень жінок «Олімпія» Російської Академії бізнесу і підприємництва в 2012 році.

## Політична діяльність
У 2010 році була прийнята в партію Єдина Росія